# Nuoto ai campionati mondiali di nuoto 2024 - 800 metri stile libero maschili
La gara degli 800 metri stile libero maschili dei campionati mondiali di nuoto 2024 si è svolta il 13 e 14 febbraio 2024 presso l'Aspire Dome di Doha.

## Podio
| Pos.    | Atleta               | Nazione   |
| ------- | -------------------- | --------- |
| Oro     | Daniel Wiffen        | Irlanda   |
| Argento | Elijah Winnington    | Australia |
| Bronzo  | Gregorio Paltrinieri | Italia    |

## Record
Prima della manifestazione il record del mondo (RM) e il record dei campionati (RC) erano i seguenti.
|  | 7'32"12 | Zhang Lin | 26 luglio 2009 Roma |
|  | 7'32"12 | Zhang Lin | 26 luglio 2009 Roma |

Durante la competizione non sono stati migliorati record.

## Programma
| Data             | Ora (UTC+3) | Turno    |
| ---------------- | ----------- | -------- |
| 13 febbraio 2024 | 10:22       | Batterie |
| 14 febbraio 2024 | 19:02       | Finale   |

## Risultati

### Batterie
| Pos. | Batteria | Corsia | Atleta                      | Nazionalità    | Tempo   | Note |
| ---- | -------- | ------ | --------------------------- | -------------- | ------- | ---- |
| 1    | 4        | 2      | Luca De Tullio              | Italia         | 7'46"52 | Q    |
| 2    | 4        | 4      | Daniel Wiffen               | Irlanda        | 7'46"90 | Q    |
| 3    | 5        | 5      | Sven Schwarz                | Germania       | 7'46"95 | Q    |
| 4    | 4        | 9      | Victor Johansson            | Svezia         | 7'47"04 | Q    |
| 5    | 5        | 1      | Kristóf Rasovszky           | Ungheria       | 7'47"19 | Q    |
| 6    | 5        | 3      | Mychajlo Romančuk           | Ucraina        | 7'47"20 | Q    |
| 7    | 4        | 3      | Gregorio Paltrinieri        | Italia         | 7'47"38 | Q    |
| 8    | 5        | 6      | Elijah Winnington           | Australia      | 7'47"59 | Q    |
| 9    | 5        | 7      | Dávid Betlehem              | Ungheria       | 7'48"06 |      |
| 10   | 4        | 5      | Florian Wellbrock           | Germania       | 7'48"17 |      |
| 11   | 3        | 7      | David Johnston              | Stati Uniti    | 7'48"20 |      |
| 12   | 5        | 8      | Kuzey Tuncelli              | Turchia        | 7'48"53 |      |
| 13   | 4        | 1      | Alfonso Mestre              | Venezuela      | 7'48"84 |      |
| 14   | 2        | 4      | Dimitrios Markos            | Grecia         | 7'49"97 |      |
| 15   | 3        | 3      | Carlos Garach               | Spagna         | 7'50"56 |      |
| 16   | 3        | 1      | Fei Liwei                   | Cina           | 7'51"18 |      |
| 17   | 5        | 0      | Henrik Christiansen         | Norvegia       | 7'51"21 |      |
| 18   | 5        | 4      | Ahmed Hafnaoui              | Tunisia        | 7'51"72 |      |
| 19   | 2        | 3      | Lucas Henveaux              | Belgio         | 7'52"10 |      |
| 20   | 4        | 7      | Damien Joly                 | Francia        | 7'53"42 |      |
| 21   | 3        | 8      | Ilia Sibirtsev              | Uzbekistan     | 7'53"87 |      |
| 22   | 3        | 5      | Charlie Clark               | Stati Uniti    | 7'54"87 |      |
| 23   | 5        | 9      | Zhang Zhanshuo              | Cina           | 7'55"86 |      |
| 24   | 4        | 8      | Jon Joentvedt               | Norvegia       | 7'56"28 |      |
| 25   | 3        | 9      | Shogo Takeda                | Giappone       | 7'57"54 |      |
| 26   | 3        | 6      | Felix Auböck                | Austria        | 7'57"63 |      |
| 27   | 4        | 6      | Guilherme Costa             | Brasile        | 7'58"02 |      |
| 28   | 2        | 2      | Khiew Hoe Yean              | Malaysia       | 8'02"78 |      |
| 29   | 3        | 2      | Nguyễn Huy Hoàng            | Vietnam        | 8'05"17 |      |
| 30   | 2        | 6      | Dylan Porges                | Messico        | 8'05"83 |      |
| 31   | 4        | 0      | Vlad Stancu                 | Romania        | 8'06"50 |      |
| 32   | 2        | 1      | Ratthawit Thammananthachote | Thailandia     | 8'06"82 |      |
| 33   | 3        | 4      | Marc-Antoine Olivier        | Francia        | 8'08"54 |      |
| 34   | 2        | 7      | Glen Lim Jun Wei            | Singapore      | 8'09"34 |      |
| 35   | 3        | 0      | Juan Morales                | Colombia       | 8'11"31 |      |
| 36   | 2        | 8      | Diego Dulieu                | Honduras       | 8'11"97 |      |
| 37   | 2        | 9      | Loris Bianchi               | San Marino     | 8'17"70 |      |
| 38   | 1        | 4      | Ilias El Fallaki            | Marocco        | 8'27"22 |      |
| 39   | 1        | 5      | Alberto Vega                | Costa Rica     | 8'30"93 |      |
| 40   | 1        | 3      | Liggjas Joensen             | Fær Øer        | 8'32"54 |      |
| 41   | 1        | 6      | Mal Gashi                   | Kosovo         | 8'35"97 |      |
| 42   | 2        | 0      | Rodolfo Falcón Jr.          | Cuba           | 8'38"90 |      |
| 43   | 1        | 2      | Mohammed Al-Zaki            | Arabia Saudita | 9'06"29 |      |
| dns  | 2        | 5      | Antonio Djakovic            | Svizzera       | dns     |      |
| dns  | 5        | 2      | Kim Woo-min                 | Corea del Sud  | dns     |      |

### Finale
| Pos. | Corsia | Atleta               | Nazionalità | Tempo   | Note |
| ---- | ------ | -------------------- | ----------- | ------- | ---- |
|      | 5      | Daniel Wiffen        | Irlanda     | 7'40"94 |      |
|      | 8      | Elijah Winnington    | Australia   | 7'42"95 |      |
|      | 1      | Gregorio Paltrinieri | Italia      | 7'42"98 |      |
| 4    | 3      | Sven Schwarz         | Germania    | 7'44"29 |      |
| 5    | 2      | Kristóf Rasovszky    | Ungheria    | 7'44"42 |      |
| 6    | 6      | Victor Johansson     | Svezia      | 7'47"08 |      |
| 7    | 4      | Luca De Tullio       | Italia      | 7'49"79 |      |
| 8    | 7      | Mychajlo Romančuk    | Ucraina     | 7'54"51 |      |